# Тегернзе
Те́гернзе (нем. Tegernsee) — озеро, расположенное на юге Германии, в Баварии, в предгорьях Альп. На берегу озера находятся города Тегернзе, Бад-Висзе, Гмунд. Озеро возникло около 18 000 лет назад в результате схода ледника. Озеро и его окрестности являются известным курортом.
Высота над уровнем моря — 726 м. Площадь озера — 8,9 км².

## Галерея

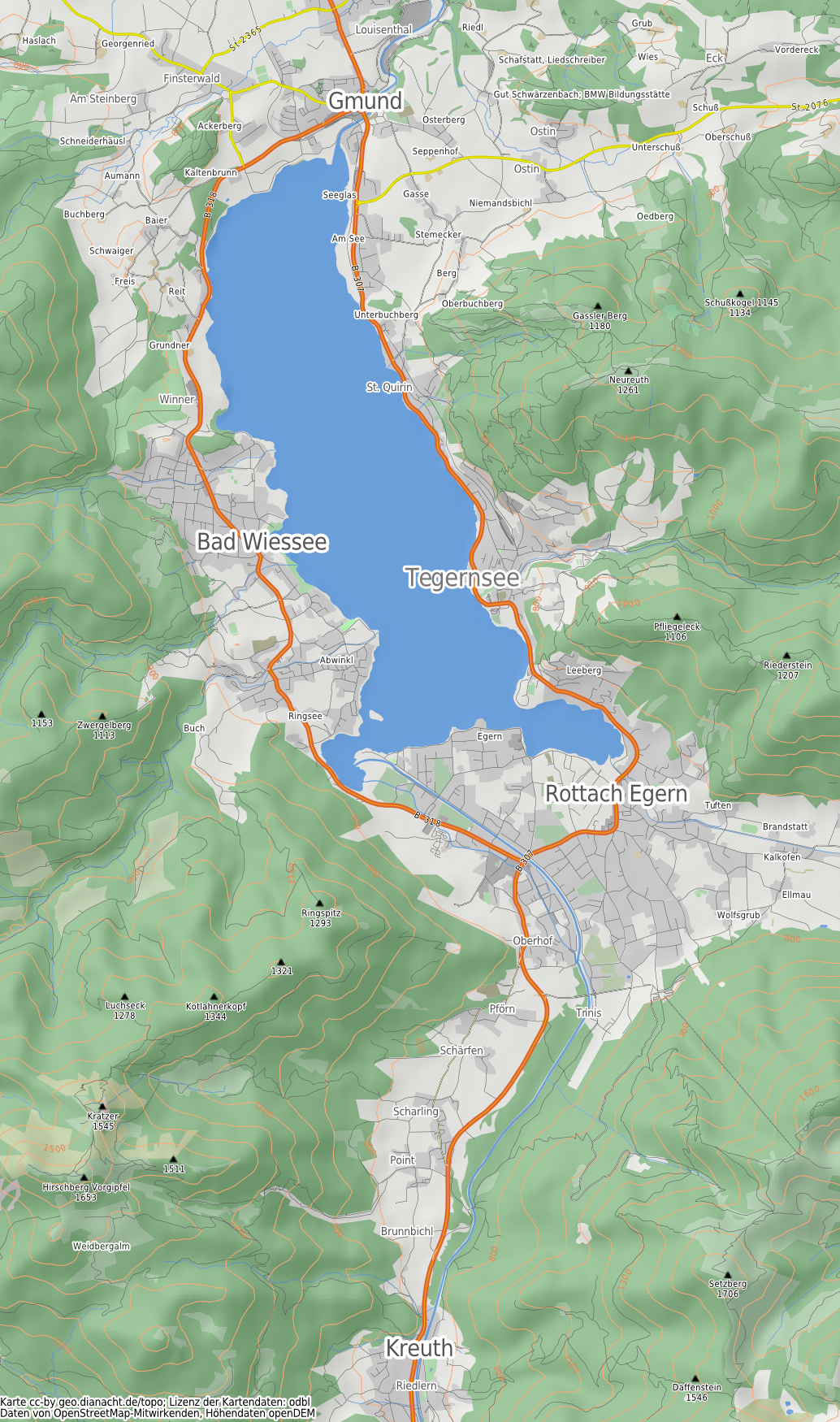
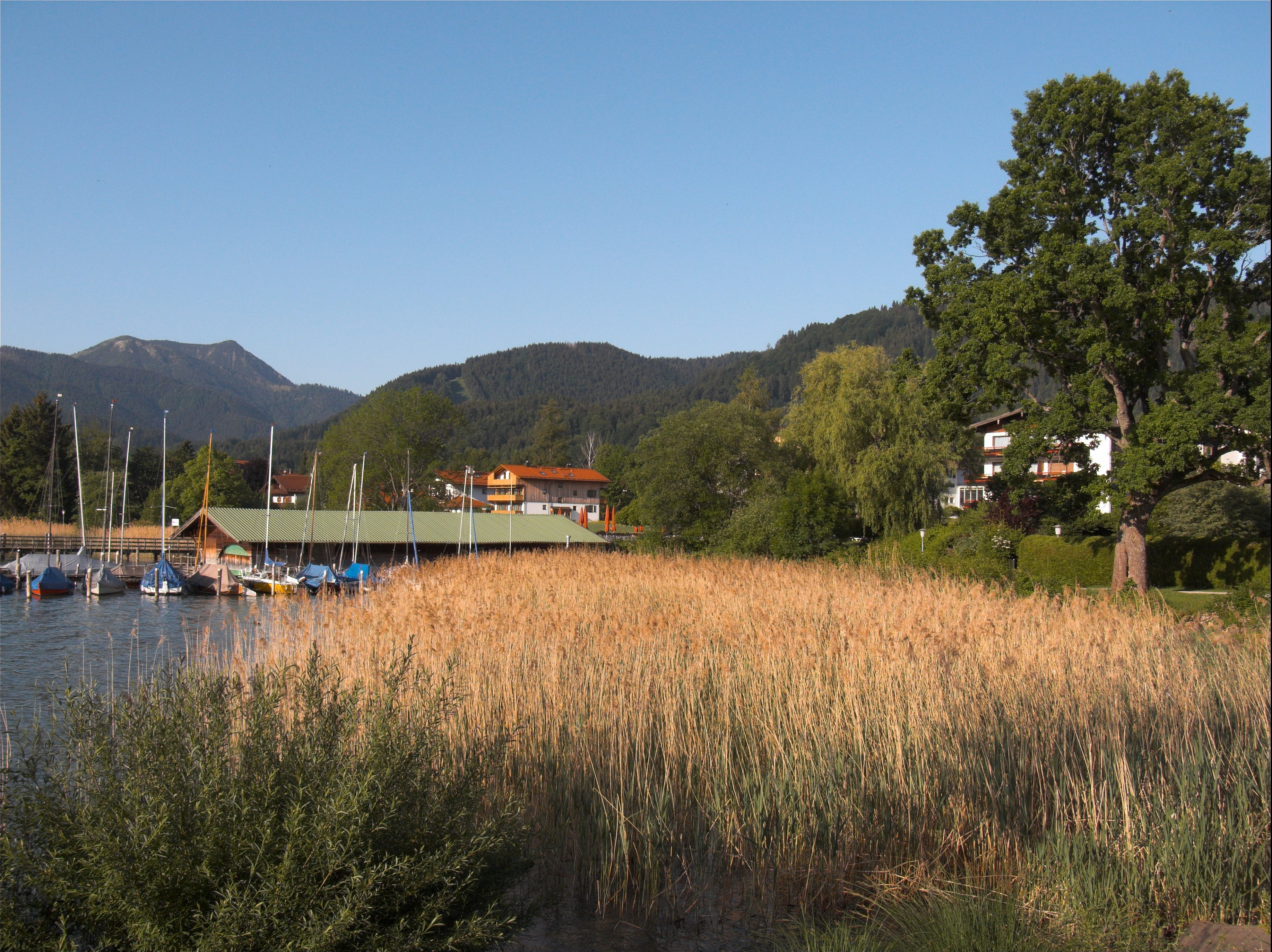
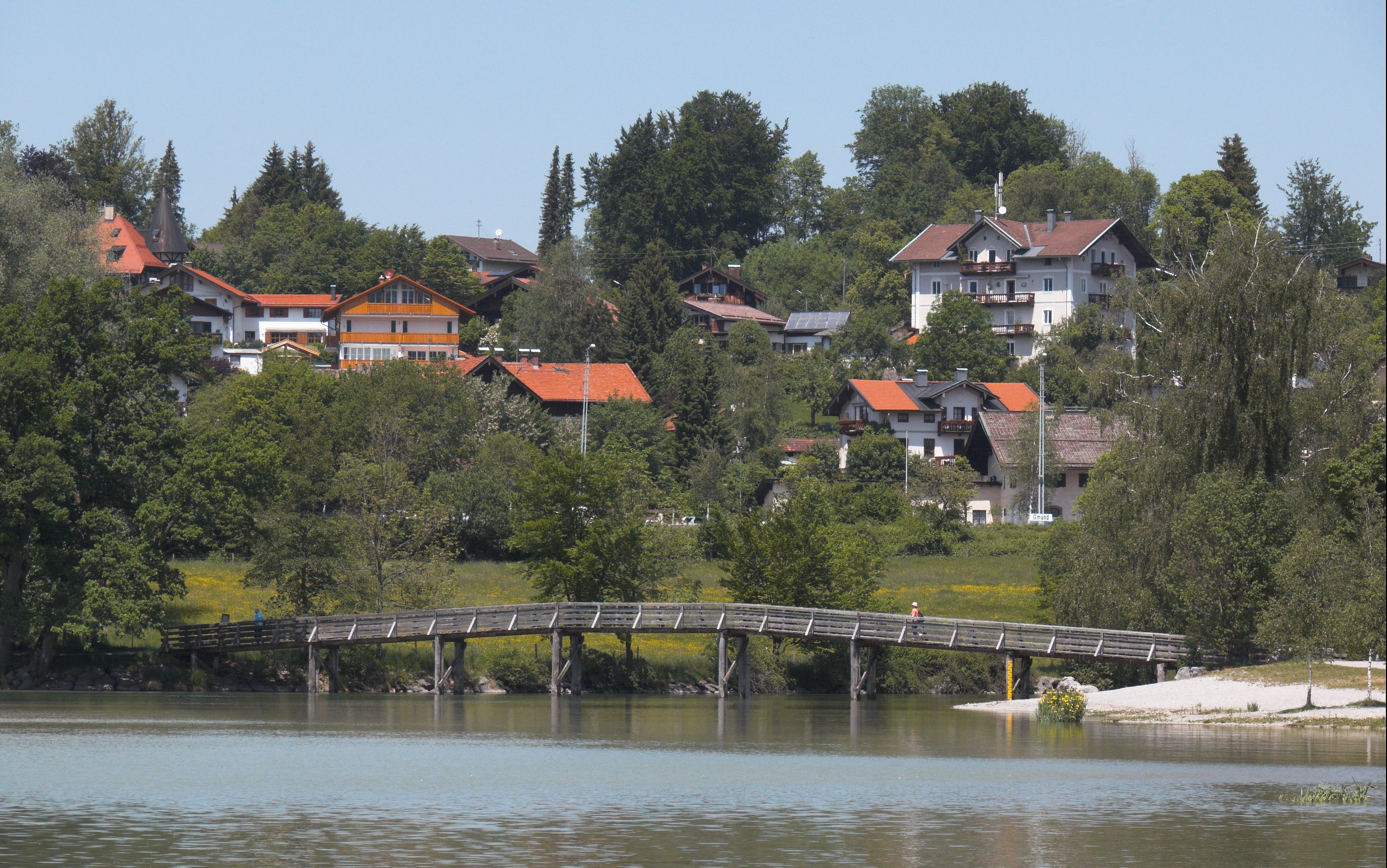
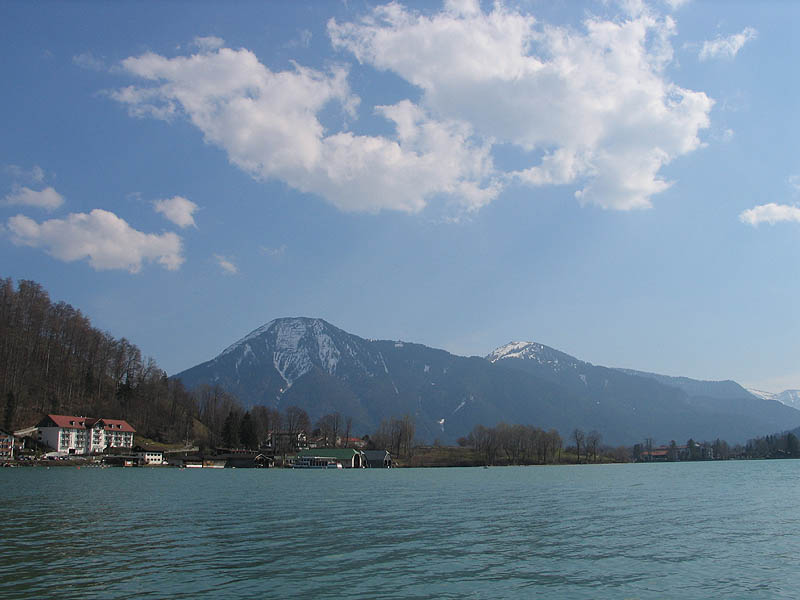
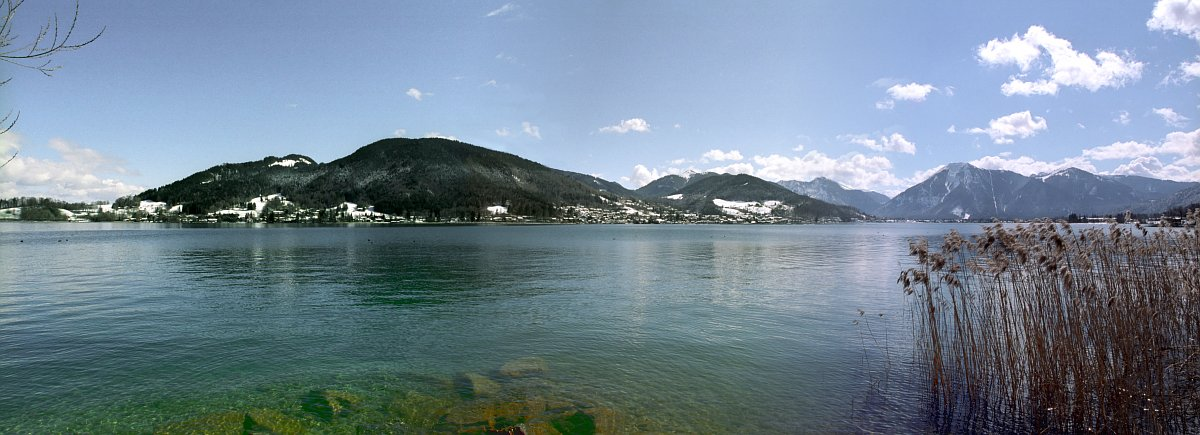
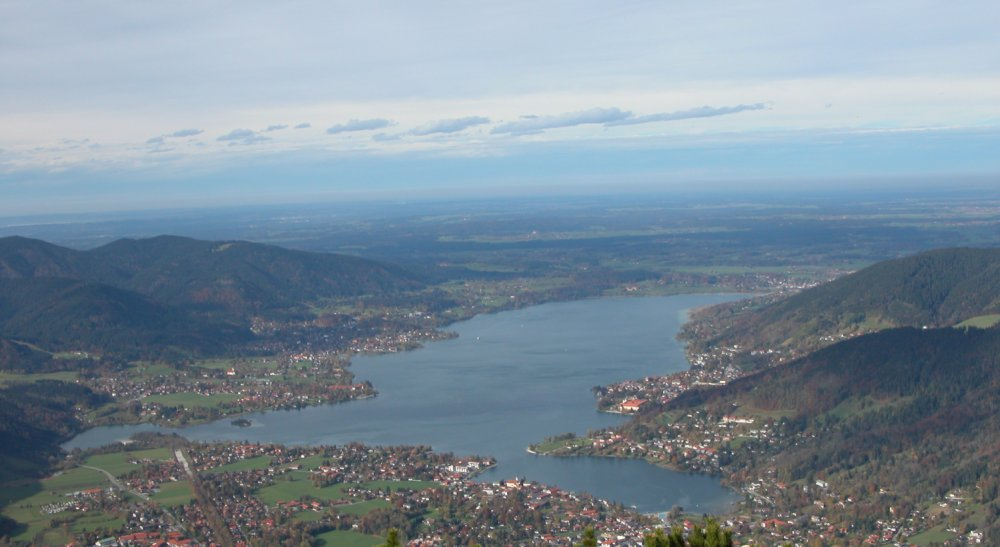